# Faubourg Saint-Honoré
Faubourg Saint-Honoré (tj. předměstí svatého Honoria) bylo západní předměstí Paříže, které se rozkládalo za městskými hradbami v prostoru dnešního 8. obvodu.

## Historie
Osídlení se rozkládalo kolem kláštera Saint-Honoré založeného v roce 1204 mimo městské hradby.
Předměstím procházela hlavní cesta – Rue du Faubourg-Saint-Honoré, která byla prodloužením Rue Saint-Honoré, která vedla z centra Paříže. Hranici mezi oběma ulicemi tvořily pařížské hradby a vše, co se nacházelo mimo zdi (extra muros), bylo nazýváno jako předměstí.
Do počátku 18. století bylo Faubourg Saint-Honoré obydleno především zahradníky, zelináři a obyvateli se skromným příjmem. Poté se předměstí stalo cílem developerů. V roce 1718 zde vznikl dnešní Elysejský palác, o rok později Hôtel de Rohan-Montbazon a čtvrť se proměnila v bydliště bohatších vrstev.